# لیبرتی آیلند
لیبرتی آیلند (به انگلیسی: Liberty Island) نام یک جزیره خالی از سکنه در نیویورک، در ایالات متحده آمریکا است که در دهانه رود هادسن (به انگلیسی: Hudson) (هودسون) قرار دارد و تا محله منهتن شهر نیویورک ۲۶۰۰ متر و تا شهر جرزی سیتی ایالت نیوجرزی ۶۰۰ متر فاصله دارد و بیشتر به عنوان محل قرار گیری مجسمه آزادی شناخته می‌شود و دارای مساحت ۱۴٫۷۱۷ جریب فرنگی (۵۹٬۵۶۰ متر مربع) است.